# Bruce Bolt

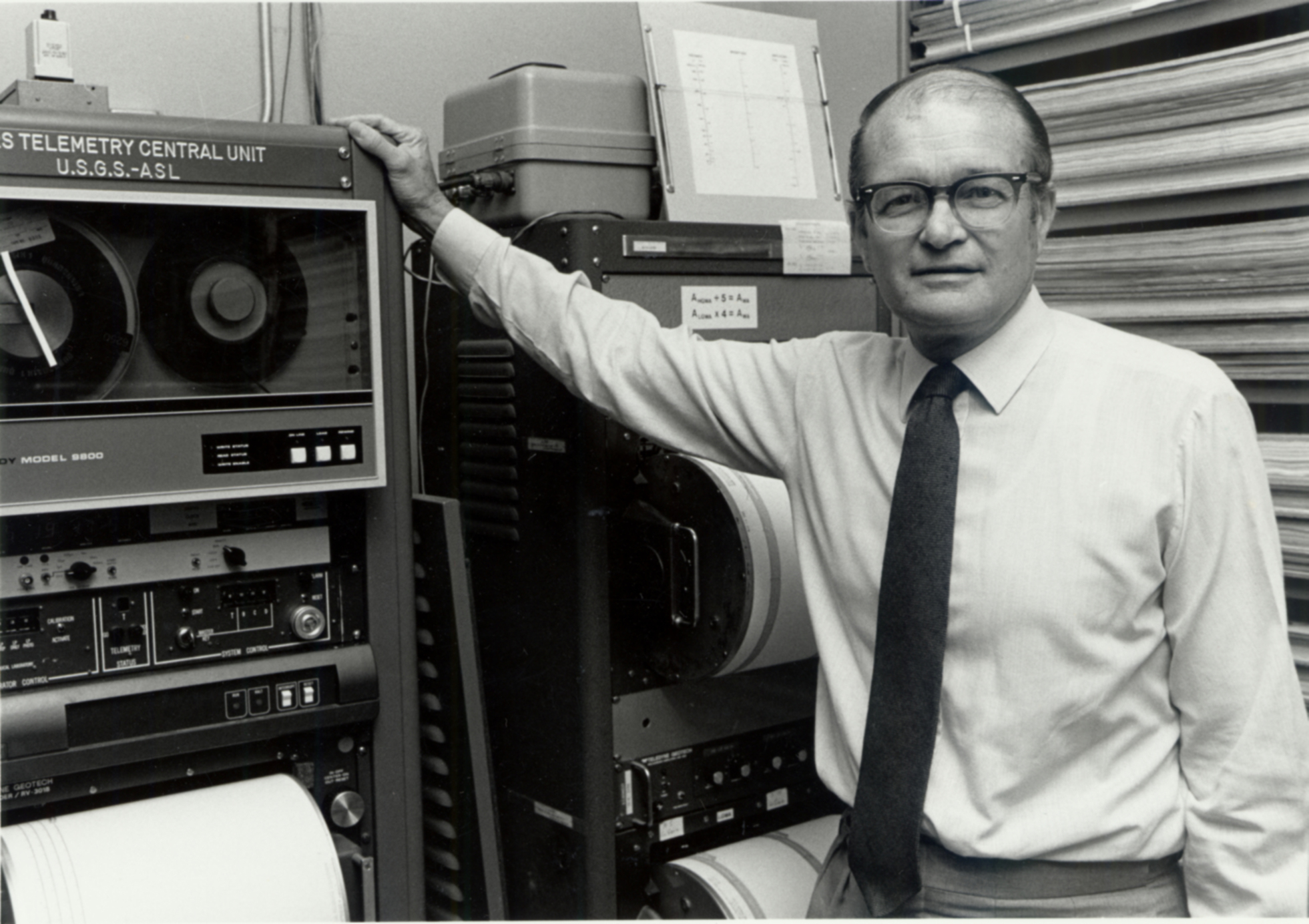
Bruce Bolt im Jahr 1986

Bruce Alan Bolt (* 15. Februar 1930 in Largs, New South Wales; † 21. Juli 2005 in Oakland, Kalifornien) war ein  US-amerikanischer Seismologe und gilt als einer der Wegbereiter des Erdbebeningenieurwesens. Bolt war Professor für Seismologie an der University of California in Berkeley (UC Berkeley) und von 1963 bis 1991 Direktor des Berkeley Seismological Laboratory (BSL), er emeritierte 1993. Neben seismologischer Fachliteratur und Standardwerken verfasste Bolt auch zwei populärwissenschaftliche Bücher. Der gebürtige Australier wurde während seiner Zeit in Kalifornien US-amerikanischer Staatsbürger.

## Werdegang
Bolt studierte an der Universität Sydney, er machte 1952 dort seinen Bachelor- sowie 1955 seinen Master-Abschluss in angewandter Mathematik und promovierte 1959. Von 1954 bis 1962 unterrichtete er in Sydney in angewandter Mathematik, er entwickelte während dieser Zeit sein Interesse für die mathematische Modellierung des Erdinneren.
Im Rahmen des Fulbright-Programms absolvierte er als Post-Doktorand ein Stipendium im Lamont Geological Observatory (heute Lamont-Doherty Earth Observatory) in New York. Während dieser Zeit besuchte er das Department of Geodesy and Geophisic der University of Cambridge in England und lernte dort Perry Byerly und John Verhogen kennen, beide Professoren der UC Berkeley. Sie waren sehr beeindruckt von ihm und luden ihn ein, an die UC Berkeley zu kommen. Er folgte dieser Einladung und wurde 1963 Byerlys Nachfolger als Direktor der Berkeley Seismological Stations (heute Berkeley Seismological Laboratory, BSL).

## Tätigkeit in Berkeley
Für 28 Jahre, bis 1991, war Bolt Direktor des Berkeley Seismological Laboratory. Während dieser Zeit besuchte er viele der bedeutenden Erdbebengebiete der Erde und hielt Vorträge über Erdbeben und Erdbebenkatastrophen. Er wirkte in zahlreichen Gremien mit, unter anderem der California Seismic Safety Commission, der er 15 Jahre angehörte und deren Vorsitzender er für ein Jahr war. Bolt galt als einer der einflussreichsten Personen in Kalifornien, was Maßnahmen zur Verbesserung der Erdbebensicherheit anbelangte. Neben seinen universitären Pflichten war Bolt auch bei allen größeren Bauprojekten Kaliforniens, bei denen Erdbebensicherheit von Bedeutung war, beratend tätig, beispielsweise beim Kernkraftwerk Diablo Canyon. Auch viele internationale Projekte betreute er, beispielsweise die Trans-Alaska-Pipeline oder den Assuan-Staudamm.
Bolt stellte auch Untersuchungen zum San-Francisco-Erdbebens von 1906 an. Dabei stellte er fest, dass das Epizentrum dieses Bebens nicht wie zuvor unterstellt in Olema im Marin County lag – wo die Zerstörungen am größten waren –, sondern weiter südlich bei Daly City im San Mateo County – wo die San-Andreas-Verwerfung sich gerade noch vor der Küste befindet, bevor sie nördlich des Golden Gate wieder das Land erreicht. Im Museum der California Academy of Sciences im Golden Gate Park in San Francisco war er an der Konzeption des Simulators zur Veranschaulichung des 1906er-Erdbebens beteiligt. Zum 100. Jahrestag des Erdbebens von 1906 sollte er im April 2006 sprechen, wozu es aber nicht mehr kam, da er im Juli 2005 nach einem kurzen Krebsleiden verstarb.

## Schriften
- Erdbeben. Eine Einführung. Übers. von R. Gutdeutsch. Berlin: Springer 1984.